# Söderlandet (norra)
Söderlandet är ett skär i Åland (Finland). Det ligger i Skärgårdshavet och i kommunen Vårdö i landskapet Åland, i den sydvästra delen av landet. Ön ligger omkring 39 kilometer nordöst om Mariehamn och omkring 260 kilometer väster om Helsingfors. Söderlandet (norra) ligger några hundra meter norr om Söderlandet (södra).
Öns area är 2,6 hektar och dess största längd är 290 meter i nord-sydlig riktning. Trakten är glest befolkad. Närmaste större samhälle är Saltvik, 18,3 km sydväst om Söderlandet.